# Liste des quartiers de Seattle

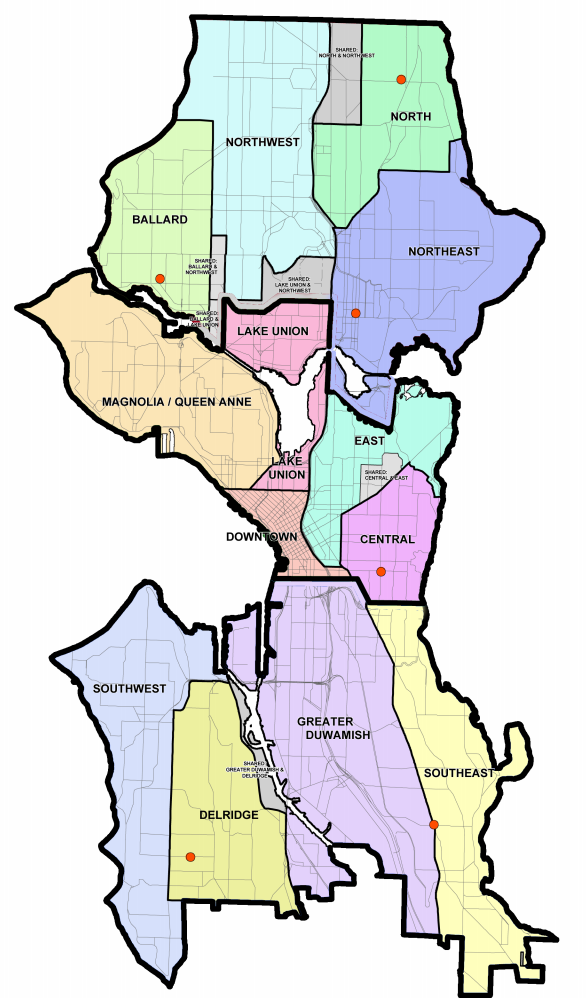
Quartiers de Seattle

En dépit de la complexité du découpage de Seattle en quartier distinct, les noms et appellations de la liste des quartiers de Seattle sont généralement acceptés et grandement utilisés. Ils se basent sur le document Seattle City Clerk's Neighborhood Map Atla,, qui lui-même se base sur un large éventail de sources, dont un plan de quartier de 1980 établi par le Department of Community Development, aujourd'hui disparu,  des documents de la bibliothèque centrale de Seattle, une série d'articles publiés dans le Seattle Post-Intelligencer entre les années 1984 et 1986, diverses études sur les transports, ainsi que des documents de Seattle Municipal Archives.

## Liste des quartiers de Seattle par répartition géographique
On peut diviser la ville de Seattle en trois grosses sections : la partie nord, nommée North End, la partie centrale nommée Central city et la partie sud que l'on trouvera sous le chapitre South End et West Seattle.

## Annexions
Seattle a annexé huit municipalités entre 1905 et 1910, doublant quasiment la surface de la ville. Les annexions légales se sont engagées par le annexée et a dû être approuvée par le conseil municipal de Seattle. C'est surtout l'attrait de l'énergie électrique bon marché et le réseau de distribution d'eau des services publics qui ont été les principales motivations des procédures de fusion.
- Ville de South Seattle, annexée le 20 octobre 1905
  - Quartiers de la vallée de Duwamish, principalement industriels, excepté Georgetown
  - (Restants adjacents à Georgetown, 1921)
- Ville de Southeast Seattle 
  - Quartiers de Rainier Valley excepté Columbia City 
  - Hillman City 
  - York[6], constituée en juillet 1906, annexé le 7 janvier 1907
- Ville de Ravenne, annexée 15 janvier 1907.
- Columbia City, constituée en 1892, annexée le 3 mai 1907.
- Ville de South Park, constituée en 1902, annexé le 3 mai 1907.
- Ville de Ballard, constituée en janvier 1890, annexé 29 mai 1907.
- Ville de West Seattle, constituée en avril 1902, annexé 24 juillet 1907 .
- Ville de Georgetown, constituée en 1904, annexé le 4 avril 1910[7].
- Lake City, canton constitué en 1949, annexé en janvier 1954[8].